# أبو منجل أسود الوجه
أبو منجل أسود الوجه(Theristicus melanopis) هو طائر من جنس Theristicus والذي ينتمي إلى فصيلة أبو منجليات ،ويوجد في الأراضي العشبية والحقول في جنوب أمريكا الجنوبية والغربية، وقد أدرجت على أنها نوع فرعي من طائر أبو منجل ، ولكن اليوم جميع السلطات الرئيسية تقبل الانقسام.

## الوصف
- هي من الطيور المتوسطة الحجم بحوالي 75 سم له تشكيلة متناسقة من الألوان فالأجنحة رمادية بها بقع بنية فاتحة بينما العنق والرأس أبيض مصفر ومقدمة الرأس لونها بني ضارب للحمرة بينما المناطق القريبة من العين والحنجرة والمنقار تأتي سوداء وهو مايعطي اسمه ،بينما اليقان حمراء.

## مناطق تواجدها
- تتواجد أساسا بجنوب أميركا الجنوبية في معظم أنحاء جنوب ووسط الأرجنتين وشيلي، وتتواجد فوق مستوى سطح البحر بارتفاع 2500 متر تقريبا. وعموما هذا النوع ليس مهدد بالطبيعة، وبالتالي يعامل بهدوء من طرف الناس .